# 결계사
결계사는 2006년 일본에서 제작한 무협판타지 퇴마물 애니메이션이다. 타나베 이에로우의 원작만화를 애니화하였으며 원작만화는 2003년 일본 만화잡지 주간 소년 선데이에 연재중이다. 국내에서는 원작만화는 북박스를 통해 발행되었으며 애니는 투니버스에서 방영하였다.

## 줄거리
400년을 이어 내려온 결계사(結界師) 일족으로 정통계승자로 태어난 스미무라 요시모리는 중학교에 다니는 소년이다.
그의 옆집에 사는 2살 연상의 소녀 유키무라 토키네 역시 결계사이었지만 스미무라가(家)와 유키무라가(家)는 오랜 견원지간 관계를 유지하고 있었다. 하자마류 결계술의 시조인 하자마 토키모리에게 대를 이을 자손이 없어 제자였던 스미무라와 유키무라가 그의 유지를 받아들였지만 그 후로 400년동안 누가 정당한 후계자인지를 놓고 양가의 신경전은 오늘도 계속되고 있는데....

## 만화에서의 줄거리
흑망루의 에피소드가 끝나고 새로운 에피소드로 돌입한다. 토지신들이 관리하는 땅인 신우지를 파괴하는 <신우지 사냥>이라는 활동이 활발이 이루어지는 가운데 카라스모리에도 이상 조짐이 계속 발생한다. 카라스모리를 노리는 수수께끼의 적들도 강력한 힘으로 위협하는 가운데 비밀결사 우라카이에서는 강화 태새를 돌입하는데.....

## 등장인물
- 성우는 일본 성우 / 한국 더빙판 성우순으로 분류.

### 스미무라 가
스미무라 요시모리
거대한 과자의 성을 만드는 것,카라스모리 학원 중등부에 다니고 있다. 모든 수업 시간에 "잠으로 시작해 잠으로 끝난다."라는 말이 나올 정도로 늘 잠만 자며 공부나 성적도 역시나 0점, 하지만 누구도 무시 못할 엄청난 영적 잠재 능력을 소유하고 있으며 그 잠재 능력은 가끔씩 보는 사람을 깜짝 놀라게 할 정도로 강력하다. 작중내 가장 커다란 잠재력을 지닌 소년으로 등장하며 카라스모리의 힘을 이용해 최고경지의 결계술을 익힘.
성우 - 요시노 히로유키 / 홍범기
스미무라 시게모리
스미무라가(家)의 21대 당주이자 요시모리의 할아버지. 손자인 요시모리가 다음으로 이어받을 당주라는 점 때문에 당당한 정통계승자가 될 수 있도록 이런저런 잔소리와 충고를 하고 다닌다. 과거엔 요시모리처럼 유키무라가(家)의 현 당주인 토키코와 친하게 지낸 듯하나 뭔 일인지는 몰라도 현재는 더럽게 사이가 안 좋은 듯. 토키코보다는 떨어지는 요력을 지니고있으나 진계의 원리를 이용하는 주술사.
성우 - 타다노 료헤이 / 탁원제
스미무라 마사모리
스미무라가(家)의 3형제 중 장남. 결계사 중 가장 압도적인 능력을 지니고 있으나 방인이 나타나지 않아서 현재는 가출하여 이후 우라카이의 실행부대인 야행(夜行)의 리더로 활동하였다. 후에 비밀결사 우라카이의 최고 간부회인 12인회의 7객의 자리에 올랐으며 늘 같은 간부인 오우기 이치로와 싸우다 결국 크게 한판을 터뜨리고 만다. 후에 그 건을 이후로 오우기 이치로의 5번째 동생인 오우기 로쿠로를 보호하다가 같은 비밀결사 간부 오쿠니의 도움으로 드디어 오우기 이치로의 악행을 위에 고발하고 오우기 이치로를 체포하러 그의 집에 향하지만 이미 오우기 집안의 차기 당주인 오우기 사치로에 의해 오우기 이치로와 형제들은 전멸해 있었다. 그 이후론 현재는 활동이 뜸하다. 늘 파트너로 데리고 다니는 검은 금붕어인 쿠로히메(黑姬)를 데리고 다니며 호전적인 성격이지만 임무에 관해선 냉혹하고 비정한 일면도 보이고 있다.
성우 - 미야무치 아츠시 / 김기흥
스미무라 토시모리
스미무라가(家)의 3형제 중 막내. 초등학교에 다니고 있으며 공부면에서는 우등생이었지만 결계사면에서는 술법이 서툴러 미숙한 점이 많다.
성우 - 카와쇼 미유키 / 김보영
스미무라 스미코
스미무라가(家) 현 당주인 시게모리의 외동 딸이자 마사모리, 요시모리, 토시모리의 엄마, 현재 애니에선 등장하지 않고 만화에서만 드문드문 등장하고 있다.비밀결사 우라카이가 내 린 첫 임무에서 토지신을 죽이는 파격적인 실태를 보인 과거가 있다. 그 후 가끔씩 스미무라가에 식신을 보내는 식으로 연락만 주고받고 있는 듯, 첫 등장 할 때 토지신 급의 신룡을 카라스모리에 대놓고 내동댕이쳐버리는 어마어마한 깡의 소유자, 사실상 감정이 없는 인물로 표현되며 작중 신급의 엄청난 힘을 갖고있음.
성우 - ? / 이소은
스미무라 쇼지
스미무라가(家)의 데릴사위이며 스미무라 형제의 아버지이다. 소설을 쓰고 있는 소설가이지만 책은 잘 나가지 않는 것으로 알려져 있다. 결계사는 아니지만 제령술을 조금은 할 줄  아는듯, 아내인 스미코와 가족들을 끔찍이 사랑하며 손님은 언제나 대환영을 한다.
성우 - 무라지 마나부 / 최지훈
마다라오
스미무라가에서 오랜생활을 해온 백색 요견(妖犬)이며 대략 500살인 것으로 추정된다. 보통 개와 마찬가지로 후각을 사용해 요괴의 위치를 찾아내지만 기분파인듯도 하다.
성우 - 오오니시 타케하루 / 최재익

### 유키무라 가
유키무라 토키네
스미무라가와 마찬가지로 카라스모리 영토를 지켜온 결계사 소녀. 요시모리보다 2살 연상이며 카라스모리 학원 고등부에 다니고 있다. 요시모리와 마찬가지로 왼쪽 가슴에 정통계승자의 증거가 있으며 유키무라가(家) 여자들의 집안 내력인지는 몰라도 대대로 바퀴벌레를 싫어한다. 요시모리에비해 파워의 컨트롤에대한 재능이 뛰어나 결계사로서의 파워보단 잠입을 위주로 하는 통과사의 재능을 갖고있으며 자신에게 오는 모든 공격을 무력화 할 수 있는 하자마류 최강오의 공신을 터득함.
성우 - 사이토 리에 / 정혜옥
유키무라 토키코
요시무라가의 21대 당주이며 토키네의 할머니. 손녀인 토키네와 마찬가지로 왼쪽 가슴에 정통계승자의 증거가 있으며 좋은 솜씨를 지니고 있다. 역시 바퀴벌레를 싫어함. 스미무라의 21대 당주인 시게루보다 더욱 강한 주술력을 갖고있으며 작중내에 지존급 결계사라는 평을 받고있음. 요시모리와 같은 파워형 주술사타입.
성우 - 타나카 마유미 / 임은정
유키무라 시즈에
토키네의 어머니였지만 결계사는 아닌 것으로 추정. 당주인 토키코와는 달리 유키무라 집안 사람임에도 불구하고 스미무라가와 친분관계를 위해 노력하기도 한다. 딸인 토키네가 바퀴벌레에 약한 편인 데 비해 바퀴벌레를 잡는 데는 달인급이다.
성우 - 도도 아사코 / 안영미
하쿠비
유키무라가에서 복종을 하면서 오랜생활을 해 온 흑색 요견으로 대략 400살의 나이를 갖고 있는 것으로 추정된다. 스미무라가에서 생활중인 백색 요견인 마다리오와는 사이가 좋지 않으며 여자를 좋아한다는 특징이 있다.
성우 - 이시이 마사노리 / 서윤선

### 카라스모리 학원
칸다 유리나
요시모리의 클래스메이트로 있는 소녀. 영감(靈感)능력을 갖고 있으며 요시모리가 요괴를 퇴치하는 모습을 보고 그에 대한 신경을 곤두세우고 있다.
성우 - 카즈키 사야 / 이소은
타바다 히로무
요시모리의 클래스메이트로 있는 소년. 학교 내외 정보에 능통한 소식통이지만 루머나 헛소문도 퍼뜨린다.
성우 - 테즈카 유스케 / 김현심
이치가야 토모노리
요시모리의 클래스메이트이지만 말 수는 아주 적은 소심한 성격. 요시모리,히로무와 자주 어울린다.
성우 - 오오하라 타카시 / 최승훈
카와카미 키라라
토키네의 클래스메이트로 토키네와 아주 친한사이이다.
성우 - 유린 / 김현지
시노하라 마오
토키네의 클래스메이트로 토키네를 라이벌로 여기는 소녀.
성우 - 유미바 사오리 / 김보영
쿠로스
요시모리 반의 담임교사로 국어담당 교사이기도 하다. 동물의 영(靈)에 잘 씌이는 편이지만 정작 본인에게는 영감이 없다. 따라서 본인도 눈치채지 못한 편.
성우 - 시무라 토모유키 / 김영찬

### 흑망루(黑芒樓)
히메(공주)
흑망루의 주인. 꼬리가 9개 달린 5천년 묵은 여우 요괴이며 나이를 엄청나게 먹었음에도 불구하고 행동거지는 완전 초등학생 소녀 수준으로 어리다. 제멋대로 움직이는 것이 특징이며 평소에는 모습을 드러내지 않는다. 후에 요시모리의 흑망루 습격 때 방에서 몰래 빠져나가려다 요시모리와 조우, 아직 자기 정체를 모르는 요시모리에게 결계술의 힘을 좀 더 강하게 쓸 수 있도록 힘의 기로를 열어준다. 후에 흑망루가 멸망할 때 뱌쿠와 함께 죽는다.
성우 - 마츠이 나오코 / 류점희
뱌쿠
흑망루의 총수. 원래는 평범한 인간이었으나 모종의 이유로 실험을 하게 된 계기로 벌레 요괴를 조종하는 힘을 갖게 되었다. 흑망루의 주인인 히메를 대신하여 세력을 확장시키는 데 총력을 기울인다. 후에 마츠도 헤이스케와 결투를 벌이다 중상을 입고 패배한 후 히메와 같이 최후를 맞이한다.
성우 - 츠다 켄지로 / 양석정
가긴
흑망루의 간부이자 실행 1부의 부장. 불과 열기를 조종하는 염귀(炎鬼)이며 성질이 급하고 늘 말보다 행동을 우선시하는 도화선이 짧은 성격, 본 모습은 팔 6개, 다리가 6개 달린 날개달린 말 요괴이며 흑망루 총 공격 때 요시모리와 토키네, 겐과 싸우다 최후를 맞이한다.
성우 - ? / 최승훈
시온
흑망루의 간부이자 실행 2부의 부장. 거미줄을 이용해 남을 꼭두각시처럼 조종하거나 거미줄로 상대를 휘감아 자기의 부하로 만들어버리는 능력을 지닌 여자 요괴, 거미줄을 이용해 단단한 물건도 쉽게 베버린다. 전투 능력이 뛰어나며 암상에 능한 편, 중반 부에 흑망루의 정체를 집요하게 쫓는 마츠도 헤이스케를 암살하기 위해 헤이스케의 집에 잠입, 헤이스케를 꼭두각시술을 이용해 죽인 줄 알았으나 사실 그건 헤이스케의 분신이었다. 후에 흑망에 쳐들어온 헤이스케와 조우하지만 그냥 귀찮다는 이유로 헤이스케를 보내준다. 흑망루가 멸망할 때 같은 간부 소속인 요괴 헤키안을 꼭두각시 삼아서 혼자 유유히 흑망루를 탈출한다.
성우 - 타무라 미키 / 박경혜
헤키안
흑망루의 간부이자 정보부의 부장. 진실을 꿰뚫어보는 천리안의 능력을 지닌 감지 타입의 요괴이다. 후에 시온에게 당해 흑망루를 탈출하는 데에 동행한다.
성우 - ? / 최지훈
아이히
흑망루의 간부이자 과학부의 부장. 유년 시절에 인간의 집에서 생활한 적이 있으며 본 모습은 푸른색의 요화(妖花) 요괴이다. 환술을 써서 적을 공격하는 타입, 후에 카구로와 전투를 벌이다가 카구로의 칼에 맞아 중상을 입고 흑망루가 무너질 때 같이 최후를 맞이한다.
성우 - ? / 한채언
사콘
흑망루의 소속간부. 애니메이션의 오리지널 캐릭터, 가긴이 죽은 후 실행 1부의 부장을 맡는다(애니에서의 설정). 하지만 흑망루를 집어삼키겠다는 야욕을 가지고 있으며 본인 스스로도 야욕과 야심이 가득하다. 애니에서 제2차 카라스모리 총공을 가할 때 마사모리에게 죽는다.
성우 - 카와모토 카츠히코 / 현경수
카구로
흑망루 소속이며 원래는 인간이었다가 요괴가 되었다. 붕대를 감은 미이라와 유사한 모습을 하고 있으며 몸에서 칼을 꺼내어 공격한다.
성우 - 히라타 히로아키 / 김광국

### 야행(夜行)
시시오 겐
야행(夜行)의 전투부 소속으로 카라스모리 수호 및 결계사 보좌의 임무로 카라스모리에 파견되었다. 시크하고 말이 없는 전형적인 쿨한 타입, 몸에 요괴의 피가 흐르는 반인반요(半人半妖)이며 완전변화를 해버리면 자기 몸에 흐르는 요괴의 피를 제어하지 폭주해 버린다. 과거에 반요라는 이유로 가족과 마을 사람들에게 따돌림과 멸시를 받은 기억이 있다. 유일하게 겐을 감싸준 누나인 료를 폭주 상태에서 공격해 중상을 입혀버린 트라우마를 가지고 있다. 후에 요시모리의 노력으로 인해 타인에게 마음을 열고 밝게 행동하는 법을 익혀나가려 했으나 흑망루의 카라스모리 총 공격 때 흑망루의 요괴 간부인 카구로에게 검으로 베여 죽고 만다.
성우 - 미야시타 에이지 / 이호산
카게미야 센
야행의 첩보부 소속의 소년으로 역시 반인반요(半人半妖), 보이지 않는 영력이나 힘을 감지하고 타인의 마음을 읽는 능력이 있으며 직접 전투보다는 첩보 활동을 주로 한다. 겐이 죽은 후 카라스모리에서 요시모리와 토키네의 비밀감시 역을 맡았다.
성우 - 키무라 료헤이 / 최승훈
카이토 슈우
역시 야행의 첩보부 소속의 소년으로 그 역시 반인반요(半人半妖), 등에 악마 날개 같은 것이 생겨서 하늘을 날아다닐 수 있고 귀로 다른 사람보다 더 멀리 더 정확하게 소리를 들을 수 있는 힘을 지니고 있다. 평소엔 누구한테나 상냥하고 약간 소심한 편이지만 피가 폭주해 완전변화를 해 버리면 그 성격의 반동인지 몰라도 굉장히 흉악하고 포악한 성격으로 변해버리며 흡혈귀 요괴의 피가 섞여 있는지라 젊은 여자를 찾아다니며 싱싱한 피를 빨아먹는 파격적인 면모를 보여주기도 한다.
성우 - ? / 현경수
하토리 미키
야행의 No.2이며 전투에 나서는 능력자로 냉철하고 이성적인 편. 오른팔에 검은 날개 비슷한 물체가 생겨 그걸 저격용 무기로 사용하는 이능력자이다. 야행의 지갑 사정도 전부 이 사람이 쥐고 있으며 야행의 모든 여성 멤버들의 리더, 냉철하고 이성적이긴 하나 가끔씩 그 반동으로 돌발행동을 하는 경향이 있어서 야행 멤버들을 곤혹스럽게 만들곤 한다. 부하들과 상의도 하지 않고 오우기 이치로와 담판을 하러 간 마사모리의 태도에 화가 나 하루동안 야행의 여성 멤버들을 이끌고 돌발적인 파업을 해 버렸으며 하토리가 없어지면서 엄청난 트러블(ex - 화장실 청소, 기계 조작, 애들 돌보기 등등...)이 생기는 바람에 결국 마사모리와 나머지 야행 남성 멤버들이 무릎꿇고 싹싹 빌어서 결국 파업을 취소한 웃지 못할 스토리도 존재한다.
성우 - 무라야마 카즈키 / 안영미
하나시마 아토라
야행의 교육부 주임이며 동시에 전투부 소속, 신비한 힘을 지닌 동물인 요수(妖獸)를 다루는 요수술사(妖獸術師)이다. 겐이 야행에 처음 입단했을 때 겐의 교육 및 전투 지도를 맡아 담당했으며 카라스모리에 겐이 파견되었을 때도 중간에 등장해 겐의 자격 테스트를 치른 적이 있다. 겐이 죽었을 때 가장 슬퍼한 인물
성우 - ? / 김현심
무카데
야행의 운송반 주임. 입안에서 실로 벌레 비슷한 것을 만들어 사람들을 이동시키며 크기와 수를 자유자재로 조종한다. 야행에서는 가장 중요한 인물.
성우 - 와타나베 죠 / 김영찬
카스가 요미
도깨비와 계약하여 사역하는 도깨비 술사. 도깨비 요키(요비)를 위해 카라스모리 마을을 접수하려 했으나 실패하여 야행의 멤버로 합류하였다. 연기력이 뛰어나서 첩보 활동을 주로 한다.
성우 - 쿠와시마 호우코 / 김현지
소메기 후미야
특수한 문양을 새겨 넣어 그 문양에 주술력을 불어 넣는 문장술사(文裝術師). 야행의 주술반 주임이다. 평소엔 밝고 꾸밈없는 성격이지만 주술을 그릴 때나 행할 때에는 얼굴이 무섭게 바뀌며 주변 공기와 오라도 바뀌는 특이한 타입
성우 - 없음
오리하라 이토
주로 검은 주술같은 저주 계열의 주술을 해독하고 해주하는 해술사(解術師)의 힘을 지닌 소녀, 긴 머리카락을 양 쪽 포니 테일로 단정하게 묶고 차분한 검은 드레스를 착용했다. 능력을 쓰면 해골 비슷하게 생긴 인형과 거대 실패가 나오는데 그 실패의 실을 이용해 저주를 끌어내는 능력을 지닌 듯하다.
성우 - 없음

### 어둠의 비밀 결사 <우라카이>
히우라 소지
시시오 겐의 뒤를 이어서 비밀결사에서 파견한 카라스모리 수호 및 결계사 보좌 역의 소년, 겐과 비슷하게 무뚝뚝하고 타인과의 커뮤니케이션이 서투른 듯하다. 전신에서 자신의 주술 능력을 형상화시켜 사용하는 주현화 능력자인 듯하지만 정확한 것은 불명, 신우지 사냥을 하는 누군가와 한 패라는 의심이 증폭되고 있다. 푸른 머리색을 하고 있으며 외모가 상당히 겐과 비슷해서 초창기에는 요시모리에게 많은 혼란을 주었다. 사고방식이 약간 인형 같으며 명령을 지키는 것이 무조건 좋고 명령을 어기는 것이 무조건 나쁘다고 여기고 있는데 이 사고방식은 강제적으로 누군가에게 강요받아 훈련받은 것으로 추정된다.
성우 - 없음
오우기 이치로
이능력자들의 가문 중 최고 명문 가(家)로 손꼽히는 바람술사(風術師) 가문인 오우기 일족의 장남이자 우라카이 최고 간부 협회의 간부이기도 하다. 끝없는 힘을 추구하며 자기의 신체와 6명의 형제들의 몸을 전부 융합시켜 오우기 일족 최강의 능력과 힘을 손에 넣었으나 정작 자기가 받아야 할 오우기 일족 차기 당주의 자리는 막내 동생인 오우기 사치로가 물려받은 것에 대해 굉장히 분노하고 있다. 마사모리를 미워하며 그를 나락으로 떨어뜨리기 위해 온갖 악행을 뒤에서 은밀히 저질렀으나 그 악행으로 인해 부하를 잃어 분노한 마사모리와 대결을 한다. 후에 마사모리에 의해 중상을 입고 다시 힘을 기르며 부활의 때를 노렸으나 갑자기 찾아온 막내 도생인 오우기 사치로의 공격으로 인해 자신과 형제들 모두 죽임을 당한다.
성우 - ? / ?
오쿠니
일명 수수께끼 먹는 오쿠니라고 불리는 망토와 두건을 둘러 얼굴을 가리고 있는 왜소한 크기의 노파, 우라카이 최고 간부 협회의 간부 중 하나이며 끝없는 자신의 지식욕을 채우기 위해 세상의 모든 금단의 비밀들을 파헤치고 파헤쳐온 노파. 마사모리를 도와 오우기 이치로를 고발했으나 마사모리가 오우기 저택에 간 후 자신의 저택의 최하층의 창고에서 누군가에게 잔혹하게 살해당한 채 발견된다.
성우 - 없음

### 기타인물
감시자
카라스모리 마을에 나타나 결계사를 관찰하는 의문의 인물. 팔이 길게 늘어난다.
성우 - 타케와카 타쿠마 / 최승훈
마츠도 헤이스케
대학교에서 명예교수로 있으며 이계(異界)의 애호가이다. 시게모리의 친구이다.
성우 - 노자와 나치 / 김정호
카가미
헤이스케의 여자 조수. 헤이스케를 보좌하고 있다. 실은 헤이스케가 이세계(異世界)에서 불러들인 마물이다.
성우 - 토도 마사코 / 김현심